# Laccognathus
Laccognathus es un género extinto de peces de aleta lobulada de Europa y Norteamérica. Estos existieron desde mediados del Devónico hasta finales del mismo período (hace entre 397.5 a 360 millones de años). El nombre viene del término griego para 'mandíbula con hoyos'.

## Descripción

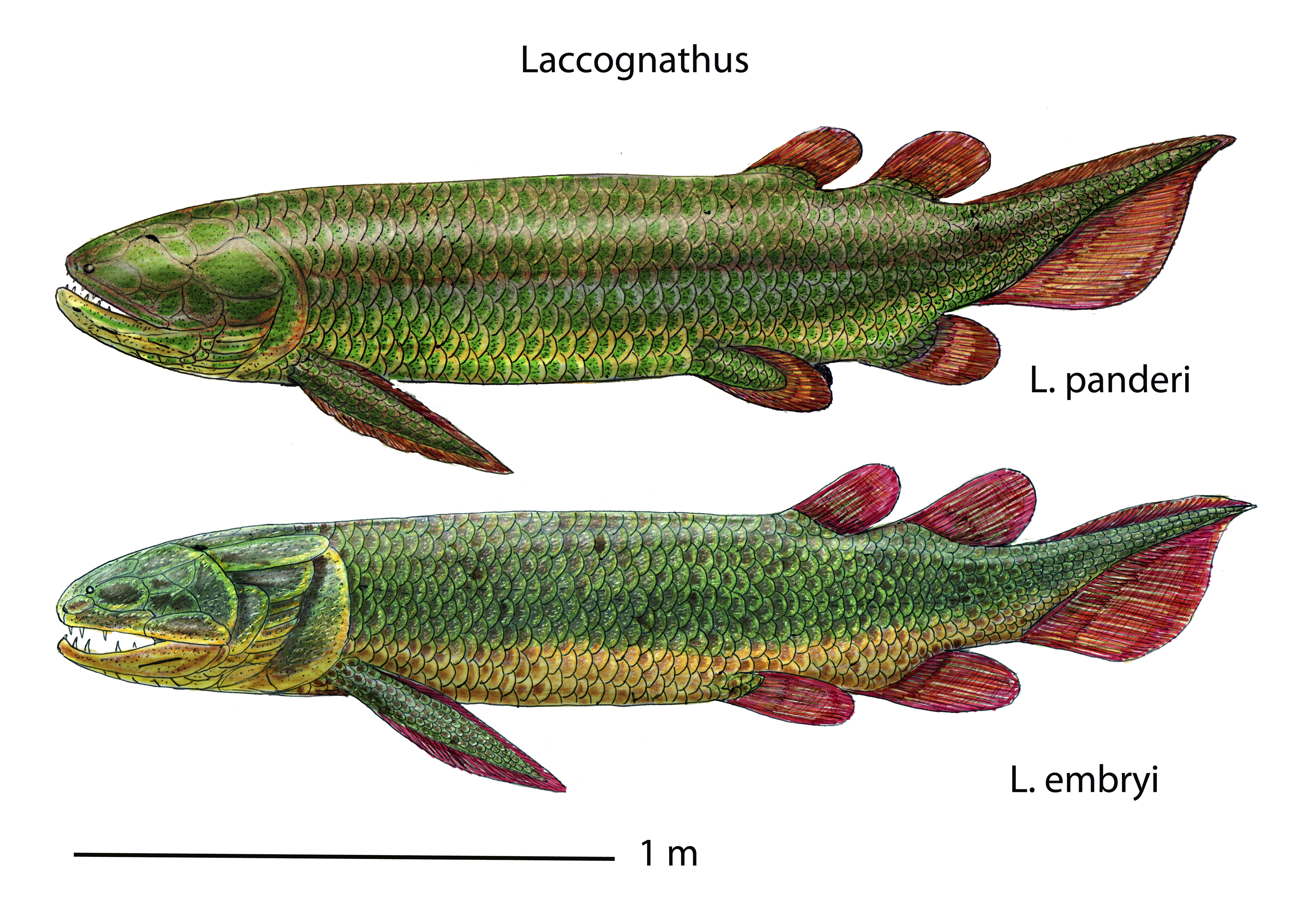
Reconstrucción de L. panderi y L. embryi.

Las especies de Laccognathus se caracterizaban por la presencia de tres grandes agujeros (fosas) sobre la superficie externa de la mandíbula inferior que pudo haber tenido funciones sensoriales. El nombre se deriva etimológicamente del griego λάκκος ('foso') y γνάθος ('mandíbula'). Laccognathus crecía hasta aproximadamemte 1-2 metros de largo. Tenían una cabeza aplanada muy corta dorsoventralmente, de menos de un quinto de la longitud del cuerpo. Como otros sarcopterigios, sus aletas se originaban de lóbulos carnosos.
El esqueleto de Laccognathus estaba estructurado de manera que grandes áreas de la piel estaban estiradas sobre placas sólidas de hueso. Este hueso estaba compuesto de fibras particularmente densas-- tan densas que la respiración cutánea (el intercambio de oxígeno a través de la piel) probablemente no era un rasgo exhibido por Laccognathus. En vez de ello, la densa osificación le servía para retener agua dentro del cuerpo de Laccognathus mientras viajaba sobre tierra entre los cuerpos de agua.

## Taxonomía
Laccognathus está clasificado bajo la familia Holoptychiidae en el extinto orden Porolepiformes. Estos no era antecesores directos de los tetrápodos como el clado Tetrapodomorpha, sino que pertenecían al grupo Dipnomorpha. Sus parientes vivios más cercanos son los miembros de la subclase Dipnoi (peces pulmonados).

## Especies
Las siguientes son las especies clasificadas bajo Laccognathus. Podría haber una cuarta especie sin describir recuperada del Devónico Medio de Letonia.
- †Laccognathus panderi Gross, 1941

Hallada en el Devónico Medio y el Devónico Superior en varias formaciones de distintas partes de Europa oriental.
- †Laccognathus grossi Vorobyeva, 2006

Recuperada de la Formación Gauja del Devónico Medio de Letonia.
- †Laccognathus embryi Downs et al., 2011

Hallada en la formación Fram del Devónico Superior de la isla Ellesmere, Canadá, la misma localidad en la que se halló a Tiktaalik.